# Gugleur
Gugleur (Guguleur) ist ein osttimoresischer Suco im Verwaltungsamt Maubara (Gemeinde Liquiçá).

## Geographie
Gugleur liegt im Westen des Verwaltungsamts Maubara. Er reicht von der Sawusee im Norden bis zum Fluss Lóis und schiebt sich dabei zwischen die Sucos Vatuboro im Westen und Guiço im Osten, die zum Verwaltungsamt Loes gehören. Im Nordosten grenzt Gugleur an die zu Maubara gehörenden Sucos Vaviquinia und Maubaralissa. Jenseits des Flusses Lóis liegt der Suco Rairobo, der zum Verwaltungsamt Atabae (Gemeinde Bobonaro) gehört.
Im Nordosten entspringen die Flüsse Tikidur und Mantaro, die sich zum Marae vereinigen, der an der Grenze zu Vaviquinia in die Sawusee mündet. Im Nordwesten entspringt der Paroho, der in den Baulu, dem Grenzfluss zu Vatuboro mündet. Westlich des Marae liegt der Strand Tasi Tibalau (Lage).
Der Foho Gugleur (1141 m, Lage) ist der höchste Berg im Suco. Von ihm führt ein Bergrücken nach Westen zum Foho Kailakulau (1104 m, Lage). Weiter westlich sind der Foho Laugua (1029 m, Lage), der Foho Vatumori (1041 m, Lage) und der Foho Uauwe (1019 m, Lage). Der Foho Leburate (506 m, Lage) ist ein Berg im Zentrum von Gugleur. Im Norden liegt der Foho Lebulisa (565 m, Lage) und im Nordwesten der Foho Seserai (546 m, Lage).
Gugleur hat eine Fläche von 47,25 km² und teilt sich in die elf Aldeias Cai-Cassa (Caicasa, Kaikasa), Dair, Erito (Erilo), Lautecas (Lautekus, Lautekas), Lauvou (Lauvoo), Lebulugor, Lissa-Lara (Lisalara), Palistla (Palistela), Puquelete (Pukelete), Raenaba und Vatumori.
Das Dorf Cai-Cassa, mit dem Sitz des Sucos liegt im Norden auf dem Foho Lebulisa. An der Mündung des Baulus in die Sawusee liegt der Ort Dair. Durch ihn und weiter entlang der Küste führt eine Überlandstraße, die den Ort Maubara mit der Landeshauptstadt Dili verbindet. Ebenfalls im Norden Gugleurs befinden sich außerdem die Dörfer Puquelete, Palistla, Raenaba, Erito und Lauvou. Im Zentrum von Gugleur liegen die Ortschaften Lautecas, Vatumori,  Eluli, Kepelara (Kepelari) und Lissa-Lara auf dem Foho Gugleur. In Lebulugor, der südlichsten Aldeia befinden sich die Dörfer Simarema und an der südlichen Überlandstraße, nahe dem Lóis, Tapomanulu.
In Cai-Cassa befindet sich der Sitz des Sucos und die Kapelle Cristo Liurai Cai-Cassa. Das Dorf verfügt außerdem über ein Hospital und eine Grundschule. Weitere Grundschulen stehen in Dair, Raenaba, Eluli und Tapomanulu. Die Timor Telecom betreibt auf dem Foho Gugleur eine Sendeanlage.

## Einwohner
Im Suco leben 4.542 Einwohner (2022), davon sind 2.270 Männer und 2.272 Frauen. Im Suco gibt es 786 Haushalte. Über 55 % der Einwohner geben Tokodede als ihre Muttersprache an. Knapp 4 % sprechen Tetum Prasa und eine kleine Minderheit Baikeno.

## Geschichte
Am 27. Dezember 1998 wurde in Cai-Cassa die pro-indonesische Miliz Besi Merah Putih (BMP) gegründet. Diese Miliz galt als eine der gefürchtetsten in Osttimor während der Gewaltwelle vor und nach dem Unabhängigkeitsreferendum 1999. Sie wird für Brandstiftung, Mord, Folter und Vergewaltigung in hunderten Fällen verantwortlich gemacht.

## Politik
Bei den Wahlen von 2004/2005 wurde Guido Ramos Ribeiro zum Chefe de Suco gewählt und 2009 und 2016 in seinem Amt bestätigt. 2023 wurde Augusto do Santos zum Chefe de Suco gewählt.

## Persönlichkeiten
- Leoneto Martins (* in Cai-Cassa), Bupati von Liquiçá